# Radatice
Radatice (węg. Radács) – wieś (obec) na Słowacji położona w kraju preszowskim, w powiecie Preszów.
Radatice powstały w 1964 roku z połączenia wsi Meretice i Radačov. Najstarsza pisemna wzmianka o miejscowości Meretice pochodzi z roku 1332, natomiast Radačov wzmiankowano po raz pierwszy w 1261 roku.
30 lipca 2000 w miejscowości odsłonięto pomnik polskich lotników z 1586 Eskadry (późniejszy Dywizjon 301), którzy polegli tam 28 grudnia 1944.